# Frugtkød
Frugtkød refererer til det sukkerholdige materie, der ofte omgiver et eller flere frø i centrum af en frugt. Selvom dette også omfatter frugter, der normalt ville kaldes grøntsager, vil dette også være frugtkød. I daglig tale vil frugtkød dog typisk forbindes med noget sødt.